# Тарсонис
Тарсонис је главни град Теранске Конфедерације у Универзуму СтарКрафт-а.
Ова планета умерене климе је колонизована од стране теранских затвореника који су се на њу спустили свемирским бродом Наглфаром. Овај суперносач је поред затвореника такође преносио и А. Т. Л. А. С. (Вештачки Теле-емпатски Логистички Систем за Анализу), вештачку интелигенцију која је чувала информације о теранској технологији и мутацијама. Ове информације су Тарсонијанцима дале предност над њиховим комшијским теранским колонијама, Умоџом и Моријом. Ово је резултовало тиме да је Теранска Конфедерација постала најмоћнија од три фракције.
Када су Синови Корхала дошли на Тарсонис на крају Епизоде I, извршили су напад на једну од три орбиталне одбрамбене платформе које су кружиле око планете. Ово је требало да омогући једном специјалном тиму да се инфилтрира на саму планету. Оно што је било непознато Џиму Рејнору и Сари Кериган, је чињеница да је тим послат од стране Арктуруса Менгска са циљем постављања Пси-емитера на површину планете који би привукли Зергове ка Тарсонису. План је успео, и овај конфедерацијски свет је опустошен од стране Зергова, који су недуго затим напустили планету. Од тада, Тарсонис је пуста планета са веома мало Зергова преосталих на њој. На једно кратко време био је центар операција Заражене Кериган.